# Alessandro Zannier
Alessandro Zannier, noto anche con lo pseudonimo di Ottodix (Treviso, 7 agosto 1971), è un musicista e artista italiano.
Una delle caratteristiche principali del suo lavoro è quella di sviluppare i concept dei suoi album anche nelle arti visive e nella scrittura. Attivo dal 2002, ha pubblicato 8 album, un libro e una raccolta. Come artista, ha esposto alla 59ª Biennale Internazionale d’Arte di Venezia 2022 al Padiglione Camerun, come ospite alla 17ª Biennale di Architettura di Venezia 2021, Padiglione Italia “Resilient Communities” e in vari Paesi tra cui più volte alla Biennale Italia-Cina con installazioni come "Chimera 7" (2015) e "Micromega" (2016). Ha portato il suo recente progetto “ENT”, che gemella l’Italia con i 6 continenti incrociando e visualizzando big data ambientali, nei CNR italiani e nelle università in varie parti del mondo.
Non va confuso con la band Otto Dix che è il nome di un altro progetto di genere darkwave russo.

## Biografia
Diplomatosi in pittura all'Accademia di Belle Arti di Venezia nel 1996, negli anni ’90 assieme al chitarrista Antonio Massari fonda come batterista e autore la band “Otto Dix”. Il progetto, allora in lingua inglese, passa attraverso una serie di autoproduzioni, concerti in Italia e in Ungheria e concorsi nazionali che portano la band all’attenzione della major BMG Ricordi di Milano e quindi dei Delta V, ai quali aprirà regolarmente concerti per due tour. Cambiando la formazione e adottando nei testi la lingua italiana, il progetto diventa dal 2001 un duo a nome Ottodix, che finirà negli anni per restare pseudonimo in campo musicale di Zannier come tastierista prima, e infine come cantante, autore e arrangiatore. La carriera nelle arti visive, inizialmente secondaria all'attività musicale, si sviluppa in modo via via più omogeneo negli anni fino a divenire paritaria e in alcuni casi preponderante, in ogni caso sempre legata ai concept affrontati negli album.

## Il progetto musicale Ottodix dal 2003 al 2013
Nel 2003 pubblica il primo album Corpomacchina su etichetta Almamusic, dove il ruolo di cantante della band è coperto da Carlo Rubazer. L'album presenta sonorità influenzate dai Depeche Mode allora più recenti e dall'elettronica trip hop anni '90 e viene portato in tour per due anni.
Nel 2005 indaga i meccanismi della paura umana realizzando come artista visivo una serie di grandi assemblage a tecnica mista intitolata Fear Project.
Ispirato dallo stesso tema, pubblica il secondo album Nero (Discipline/Venus 2006). Dall'album viene estratto, tra gli altri, il singolo di successo Ossessione. L'album rappresenta per Zannier il debutto come cantante e unico titolare dei progetti in studio da lì in poi, mostrando chiare influenze electro dark. Nello stesso anno il cantautore Garbo, tra i principali esponenti della new wave italiana, gli affida il riarrangiamento del suo live show, per il tour italiano dell'album Gialloelettrico.
Nel 2007 partecipa all'album tributo a Garbo ConGarbo con due brani, insieme a nomi come Boosta (Subsonica), Madaski, Meg, Baustelle, Delta V, Krisma e Franco Battiato mentre nel 2008 affronta il tour italiano di 15 tappe Nero Tour.
Pubblica l'anno successivo il primo concept album Le Notti di Oz (TopMusic/Self 2009), da cui sono estratti i singoli Fiore del male, I-Man, Strananotte e Joker, l'album, popolato di personaggi ispirati agli allora esordienti mondi virtuali, presenta sonorità elettroniche e a tratti orchestrali vicine al soundtrack, e contiene brani in duetto con Madaski, Gi Kalweit, Garbo e Luca Urbani. Il lungo tour ha dato vita nel 2010 allo sperimentale DVD limited Autobootleg - Live in Milan, realizzato dai fans con riprese low-fi dai cellulari, al Limelight Club di Milano.
Esplora in seguito, nell’album Robosapiens (Discipline/Venus 2011), temi cari alla fantascienza classica come l'intelligenza artificiale e l'influenza della cultura anime giapponese nelle generazioni occidentali. Contiene i due singoli La Guerra dei Mondi e Ufo Robot Generation, che ripropongono un'elettronica pop vintage dal suono analogico anni '70 e l'uso di strumenti come il theremin. L’intervista a Ottodix, assieme al brano Alpha Centauri, sarà l’ultimo atto della storica trasmissione di RadioRai Notturno Italiano, che dopo 60 anni chiuderà i battenti. Le stesse tematiche ispirano nel 2012 le opere della mostra Robosapienshow, ospitata dalle città di Napoli (Spazio Blanche) e di Marsiglia (galleria Passage de l'Art).
Nel 2013 scrive e illustra il libro I Fantasmi di Ottodix (001 Edizioni di Torino), contenente racconti del mistero ispirati ai quattro album pubblicati nel corso dei primi dieci anni di attività, con prefazione di Garbo e la prima biografia ufficiale della band Ottodix in appendice. In allegato al libro è presente il cd raccolta O.Dixea (Discipline, 2013) contenente 15 singoli e due inediti tra cui il brano Ipersensibilità.
Ottodix è nel frattempo divenuto uno dei progetti di punta dell'electro pop alternative italiano, tanto da venire omaggiato da artisti vari nella compilation di cover -Remakes Ottodix (Discipline 2014 digital).

## Carriera nelle arti visive e nei concept interdisciplinari: “Chimera”
Tra il 2013 e il 2014 prende forma il progetto Chimera, tra musica e arte, definito dall’artista "una messa in scena di una decina di utopie fallite, di mostri e di zavorre generate dal '900". Nel 2014 espone una serie di "Chimere" (installazioni dalle fattezze di creature mostruose) tra Venezia e Treviso, poi all'Espace Culture di Marsiglia, a Berlino e a Pechino, nell'Art District 798. A Pechino, dove rappresenta l'Italia assieme ad artisti come Maurizio Cattelan e Michelangelo Pistoletto, realizza Chimera5, un'imponente farfalla dall'apertura alare di 5,5 m x 6 m, con il corpo ibrido di un bambino cinese. Chimera (Discipline/Audioglobe 2014) sarà anche il titolo del quinto album, prima fusione del percorso musicale e quello visivo dell’artista in un unicum interdisciplinare, che diventerà la definitiva cifra stilistica di Zannier negli anni a venire.
A fine 2014 presenta la prima mostra antologica a Verona (ARTantide Gallery), mentre l'album Chimera, anticipato dal singolo Post, si delinea come uno tra i capitoli più surreali e riusciti della discografia Ottodix. È del 2015 il secondo estratto L'Ultima Chiesa, accompagnato da altri concerti, anche con quartetto d'archi e pianoforte, in cui il repertorio di Ottodix viene reinterpretato evidenziando il lato prettamente compositivo dell'autore, senza gli arrangiamenti elettronici che da sempre ne caratterizzano il sound. Da qui nasce il sodalizio con il pianista Loris Sovernigo, che diventerà poi lo strumentista di riferimento dei futuri spettacoli.
Presenta poi al Mastio della Cittadella di Torino, all'interno della Biennale Italia Cina 2015, l'imponente "Chimera 7", fungo atomico gonfiabile trasparente che incombe su una scultura di un bambino giapponese blu. L'opera, presentata nel 70º anniversario del bombardamento di Hiroshima, è segnalata tra le tre più importanti assieme a quelle di Michelangelo Pistoletto e Ai Wei Wei.
In quell’occasione suona accompagnato da piano e archi in collegamento con le isole Fær Øer e gli eco-attivisti di Sea Shepherd in un evento di denuncia dal respiro mediatico internazionale.
Da qui in poi il percorso dell’artista, da sempre interessato all’analisi antropologica della violenza nei sistemi sociali, si svilupperà verso una filosofia scientifico ambientalista e di divulgazione.

## Micromega, la svolta tra arte, scienza e divulgazione
Entra nel 2016 nel collettivo artistico Movimento Arte Etica e presenta in anteprima a Pechino alla Biennale Cina-Italia 2016 il nuovo concept “Micromega",  assieme all’installazione omonima: una grande parabola a specchio con una scimmia scolpita al centro, accecata dal lume della ragione, esibendosi all’inaugurazione davanti alla tv cinese con Planisfera, brano che anticipa l’album Micromega(Discipline/masterMusic 2017). Micromega imprime un’ulteriore svolta dal taglio scientifico nel percorso di Zannier: è il primo di una trilogia di album realizzati in collaborazione col produttore Flavio Ferri, fondatore dei DeltaV attivo a Barcellona e regista di tutti e 4 i video dei singoli estratti, tra cui Micromega Boy, Planisfera, Zodiacantus e Elettricità. Il concept, ispirato alla novella di Voltaire, indaga per canzoni i nove ordini di grandezza della materia nel cosmo, dalle micro particelle ai sistemi di galassie, alla ricerca di schemi ricorrenti e analogie con il comportamento inconscio di massa dell’uomo, tema ossessivamente sviluppato dall’artista anche in futuro.
Nel 2017 presenta a Berlino  la complessa e visionaria piattaforma enciclopedica www.micromegaproject.com, considerata una vera installazione web, espansione per ramificazioni illustrate dell’album Micromega, concepita a multipli di 3, che genera fino a 117 pagine e altrettante versioni alternative delle 9 canzoni iniziali. Per realizzare il progetto l’artista individua 117 soggetti naturali dai 9 ordini di scale di grandezza (subatomico, molecolare, microrganismi/animali, oggetti/manufatti umani, uomo, pianeta Terra, sistema solare, galassia, universo), li illustra e coinvolge vari musicisti, tra cui Madaski, Gigi Masin, Laura Bisceglia (violoncello per Teho Teardo e Blixa Bargeld), Flavio Ferri, Lele Battista e molti altri.
Il progetto "Micromega" ha generato in tre anni mostre e soprattutto suggestivi concerti-spettacolo tra musica, arte, fisica e astronomia, portati in biennali, teatri, forti, università, chiese sconsacrate e luoghi inusuali in Italia e all’estero, come il Museo Centrale Montemartini di Roma, o il club techno Anomalie Art Club di Berlino con band e quartetto, inaugurando una consuetudine che tuttora caratterizza i live di Ottodix. Il setup live viene da qui in poi denominata Ottodix Ensemble, quando è al completo di band e quartetto d’archi.
Tra le mostre legate a "Micromega" è da segnalare nel 2018 Arteologia al Museo Archeologico del Correr, in Piazza San Marco a Venezia, dove l’artista condivide la sala con l’opera L’Etrusco di Michelangelo Pistoletto, installando una scimmia morente distesa in un letto ai piedi di uno smartphone nero, che ricostruisce fedelmente la scena finale di 2001 Odissea nello spazio di Stanley Kubrick. Nel 2019 inizia il sodalizio con gli atenei, con un concerto per l’Università SISSA di Trieste al Teatro Miela e con l’Università Ca’Foscari di Venezia, dove espone anche l’opera idraulica Under pressure per Science Gallery.

## “Entanglement” e il progetto di installazioni gemelle ENT
Anticipato da un’installazione video alla Biennale di Curitiba 2019 (Brasile), nel 2020 esce il concept album geo-storico Entanglement, che prende a prestito la metafora del fenomeno di fisica quantistica per ragionare sull’iperconnessione globale e sulla diffusione, oramai immediata da una parte all’altra del mondo, dell’impatto ambientale dell’attività umana. L’album, uscito in piena pandemia da Covid19, suscita da subito molto interesse per i suoi contenuti profetici e compare in vari cataloghi e saggi, nonché viene citato in rilevanti mostre internazionali e diviene un esempio di resilienza nel campo delle arti e della musica. Supportato in due anni dai singoli Pacific Trash Vortex, Europhonia e Maori, dà vita anche a un album di brani eseguiti live a distanza durante il lockdown (Entanglement LiveHomeSerie) trainato da una lunga versione del brano Isole Remote in cui tutti i musicisti dell’Ottodix Ensemble suonano con DeltaV, Livio Magnini, Bluvertigo, Luca Urbani e altri ospiti.
Con l’opera “ENT1 Venice(Auckland” e l’esibizione con l'Ottodix Ensemble alla Biennale di Architettura di Venezia in collegamento con la Nuova Zelanda, l’artista fa partire nel 2021 l’ambizioso progetto “ENT- 6 continents”, costituito da una serie di coppie di installazioni luminose gemelle tra Italia e i 6 continenti che incrociano e visualizzano artisticamente lo sciame di dati statistici dell’impatto umano sull’ambiente, tradotti anche in impulsi sonori. Coinvolge Pechino, New York, Florianopolis, Yaoundé, Berlino e Auckland, musei e istituti di ricerca come il CAFA Museum di Pechino o CNR ISMAR di Venezia che ospita una sua personale  e inaugura un tour di spettacoli per Entanglement, debuttando al Teatro Da Ponte di Vittorio Veneto (TV), città che gli ha dedicato anche una mostra antologica sul progetto ENT.
Nel 2022 ENT prosegue con la partecipazione alla Biennale di Arte di Venezia 2022 al Padiglione Camerun con ENT2 - Venice/Yaoundé, dove presenta anche due performances e una serie di NFT tratti da Micromegaproject, divenuto nel frattempo un caso dibattuto nella comunità artistica cinese.
Al Galata Museo del Mare di Genova inaugura nel luglio la personale MareMoto4.0 a cura di Virginia Monteverde, ideando una inedita mostra tra arte e robotica marina coinvolgendo il CNR di Genova e alcuni istituti di ricerca europei, con un concerto inaugurale sopra al sommergibile Nazario Sauro.
Parte finalmente il tour estivo 2022 cancellato dalla pandemia 2020, con uno spettacolo tra musica, scienza, geostoria e divulgazione, che utilizza visuals proiettati su una grande sfera-mondo gonfiabile e animazioni su lavagna luminosa.
Nel novembre 2022 inaugura a Roma alla Kou Gallery ENT3 -Rome/Florianopolis, terzo gemellaggio con il continente sudamericano, nella personale di tele Iperoggetti curata da Massimo Scaringella e introdotta da New York dal curatore Alessandro Melis. Viene pubblicato il catalogo-saggio Weaving Entanglement, lavoro corale sull’arte e l’architettura tra Italia e Nuova Zelanda della Biennale di Architettura 2021 coordinato dal curatore del Padiglione Italia 2021 Alessandro Melis, in cui viene dedicata la copertina e una corposa sezione al progetto ENT, tra installazioni, tele e concerti. Il catalogo viene presentato dallo stesso Melis all’Institute of Technology di New York e all’Università di Auckland, che tuttora ospita l’obelisco luminoso ENT1 - Auckland/Venice.

## Progetto “Arca”
Il lavoro di traduzione in immagini e suoni dei big data ambientali si sviluppa ulteriormente dando vita attraverso la pratica della “sonificazione” di dati numerici, a installazioni sonore che generano video 3D animati, la prima delle quali è presentata alla Biennale Italia – Svezia di Genova 2022 “Le latitudini dell’Arte” a Palazzo Ducale, con la video installazione Toxic Aurora.
È previsto per il 2023 l’ottavo concept album di Ottodix Arca e relativa serie di installazioni ispirate a una visionaria stazione spaziale che ospita un’ipotetica fuga di massa dalla Terra verso gli esopianeti e un backup di sonificazioni del DNA della vita terrestre. L’album viene registrato da Flavio Ferri, con Loris Sovernigo, nel Teatro Marchionneschi di Guardistallo (PI), inaugurando le residenze d’artista volute dal musicista Antonio Aiazzi (Litfiba).

## Discografia come Ottodix

### Album in studio
- 2003 - Corpomacchina (Almamusic)
- 2006 - Nero (Discipline/Venus)
- 2009 - Le notti di Oz (Top Music/Self)
- 2011 - Robosapiens (Discipline/Venus)
- 2014 - Chimera (Discipline-Audioglobe)
- 2017 - Micromega[53] (Discipline-MasterMusic)
- 2020 - Entanglement (Discipline-MasterMusic)
- 2023 - Arca (Vrec/Audioglobe)

### Raccolte
- 2013 - O.Dixea (Discipline)

## Opere
- 2013 - Fantasmi di Ottodix (001 Edizioni)
- 2017 -  https://micromegaproject.com/ (installazione web, enciclopedia visionaria, hyper album esplorabile)